# Provița de Jos
Provița de Jos – wieś w Rumunii, w okręgu Prahova, w gminie Provița de Jos. W 2011 roku liczyła 1088 mieszkańców.